# 張り込み
『張り込み』（はりこみ、原題: Stakeout）は、1987年制作のアメリカ合衆国のコメディ映画。
ジョン・バダム監督。リチャード・ドレイファス、エミリオ・エステベス、マデリーン・ストウ出演。ストウのデビュー作品である。
1993年には続編『張り込みプラス』が制作された。

## あらすじ
シアトル市警察のクリスとビルは熱血刑事コンビだが、その情熱はいつも斜め上に暴走するお笑い担当だった。ある時、FBIの下請けとして張り込みを命じられるクリスたち。服役中の凶悪殺人犯スティックが仲間の手助けで脱獄し、その立ち回り先として考えられる元恋人マリアの家を監視せよという特命だった。
マリアの家の向かいの空き家を借り、同僚たちと交代で見張るクリスとビル。電話局の技師を装ってマリアの家に盗聴器を仕掛けるクリス。美しくキュートなマリアに惚れ込んだクリスは陰に日向にマリアをサポートし、相愛の関係に陥って行った。
張り込みの任務は突然に終わりを告げた。脱獄犯スティックの乗った車がFBIに追われて川に転落したのだ。急流で死体の回収は不可能だが、死亡と断定するFBI。クリスはマリアに刑事であることを告げ、失望したマリアに振られたと思った瞬間、死んだはずのスティックがマリアの前に現れた。
スティックは、マリアの部屋の家具に盗んだ大金を隠していた。マリアも連れて国外逃亡を図るスティック。マリアを助けに駆け込んだクリスは、自分も犯罪者のふりをしてスティックたちを桟橋まで送った。邪魔なクリスを殺そうとするスティック。銃撃戦の末に勝利するクリス。マリアはクリスの嘘を許し、2人は桟橋を後にした。

## 登場人物
クリス・リーシー
演 - リチャード・ドレイファス
シアトル市警の刑事。張り込みをする中でマリアに惹かれていく。
ビル・レイマーズ
演 - エミリオ・エステベス
クリスの相棒。クリスがマリアに恋したことで仕事に支障が出るようになる。
マリア・マグワイア
演 - マデリーン・ストウ
スティックの恋人。その立場からスティックが来る可能性が高いと思われ、張り込みされるようになる。
リチャード・“スティック”・モンゴメリー
演 - エイダン・クイン
凶悪犯。刑務所から脱走する。
ジャック・ピスモ
演 - フォレスト・ウィテカー
フィルの相棒刑事。昼間の張り込みを担当する。
フィル・コールドシャンク
演 - ダン・ラウリア
ジャックの相棒刑事。昼間の張り込みを担当する。
ジャイルズ警部
演 - アール・ビリングス
クリスの上司。
ケイラー・リース
演 - イアン・トレイシー
スティックの従兄弟。
トーマス・ラスク
演 - ジャクソン・デイヴィス
FBI捜査官。

## キャスト
| 役名                 | 俳優                     | 日本語吹き替え                                                                      | 日本語吹き替え                                                                     |
| 役名                 | 俳優                     | フジテレビ版                                                                        | 日本テレビ版                                                                       |
| -------------------- | ------------------------ | ----------------------------------------------------------------------------------- | ---------------------------------------------------------------------------------- |
| クリス               | リチャード・ドレイファス | 広川太一郎                                                                          | 樋浦勉                                                                             |
| ビル                 | エミリオ・エステベス     | 鈴置洋孝                                                                            | 宮本充                                                                             |
| マリア               | マデリーン・ストウ       | 戸田恵子                                                                            | 高島雅羅                                                                           |
| スティック           | エイダン・クイン         | 大塚明夫                                                                            | 千田光男                                                                           |
| ジャック             | フォレスト・ウィテカー   | 石塚運昇                                                                            | 秋元羊介                                                                           |
| フィル               | ダン・ラウリア           | 麦人                                                                                | 小島敏彦                                                                           |
| 警部                 | アール・ビリングス       | 大宮悌二                                                                            | 石森達幸                                                                           |
| ケイラー             | イアン・トレイシー       | 大塚芳忠                                                                            | 筒井巧                                                                             |
| ラスク               | ジャクソン・デイヴィス   | 納谷六朗                                                                            | 仁内建之                                                                           |
| その他               |                          | 金尾哲夫 加藤正之 辻親八 岸野一彦 田原アルノ 速見圭 宮本充 巴菁子 星野充昭 種田文子 | 中田和宏 上田敏也 村田則男 三田ゆう子 宝亀克寿 西川幾雄 辻つとむ 大黒和広 松下亜紀 |
| 日本語版制作スタッフ |                          |                                                                                     |                                                                                    |
| 演出                 |                          | 河村常平                                                                            | 松川陸                                                                             |
| 翻訳                 |                          | 井場洋子                                                                            | 井場洋子                                                                           |
| 効果                 |                          | リレーション                                                                        | リレーション                                                                       |
| 調整                 |                          |                                                                                     | 高久孝雄                                                                           |
| 制作                 |                          | 東北新社                                                                            | 東北新社                                                                           |

- フジテレビ版吹き替え - 初回放送1991年6月29日『ゴールデン洋画劇場』※約93分（テレビ東京『午後のロードショー』での初回放送は2024年5月20日）
- 日本テレビ版吹き替え - 初回放送1994年3月4日『金曜ロードショー』

## 評価
レビュー・アグリゲーターのRotten Tomatoesでは27件のレビューで支持率は89%、平均点は6.90/10となった。Metacriticでは14件のレビューを基に加重平均値が69/100となった。